# ライアン・ラーキン
ライアン・ラーキン（Ryan Larkin、1943年 - 2007年2月14日）はカナダのアニメ監督、アニメーター。嘗ては同国を代表するアニメーターの1人であった。

## 履歴
モントリオール生まれ。航空機整備士の父と秘書業に身を置いていた母の下で、3人兄弟の次男として生を受ける。ラーキンは自身が10歳になるかならないかの頃から既に油絵の才能を開花させており、13歳の時には同市の威信ある美術学校への入学を許される実力を発揮していた。
美術学校においてラーキンの教師となったのは、同国を代表する風景画家集団「グループ・オブ・セブン」の一員であるアーサー・リスマーであり、ラーキンは彼から写生画や彫刻ならび油絵などの古典的な手法を徹底的に叩き込まれている。結果、彼は学校内で突出した存在となり、数年後に父親の尽力で、カナダ国立映画制作庁（NFB）の面接を受け、アニメーション製作の経験がないにも拘らず、19歳からそこで職をオファーされ、自身の立ち位置を得ることに成功している。

## 作風
初期は軍隊（主に海軍）用の教育作品のアニメーターとして勤務していた為、啓蒙的なものが中心であった。その当時の作品には『Ball Resolver in Antic』（1964年）や『The Canadian Forces Hydrofoil Ship: Concept and Design』（1967年）がある。

## 作品
- 『Syrinx（シランクス）』（1965年）
- 『Cityscape（シティースケープ）』（1966年）
- 『Walking（歩く）』（1968年）
- 『Street Musique（ストリート・ミュージック）』（1972年）
- 『Spare Change（スペア･チェンジ 小銭を）』（2008年）